# Джон Салливан — Джейк Килрейн
Бой Джейка Килрейна с Джоном Салливаном — последний в истории нового времени боксёрский поединок без перчаток за титул чемпиона мира в тяжёлом весе по правилам Лондонского призового ринга. Первый боксёрский поединок, с места проведения которого вёлся подробный фоторепортаж. На момент проведения поединка оба соперника были непобеждёнными и в равной степени претендовали на статус чемпиона мира.

## Подоплёка
В 1887 году Джейк Килрейн, будучи американским национальным чемпионом по боксу без перчаток в тяжёлом весе, встретился с британским чемпионом Джемом Смитом. Их поединок, также проводившийся без перчаток по правилам Лондонского призового ринга, официально завершился ничьей в связи с наступлением темноты, но даже британская пресса признавала, что «британец оказался не соперник для американского мордоворота». Между тем, Джон Салливан уже являлся чемпионом по боксу в перчатках и без, но поскольку он отказался проводить защиту титула против Килрейна, Ричард Кайл Фокс, влиятельнейший американский боксёрский функционер того времени, объявил, что Салливан лишился титула и провозгласил Килрейна чемпионом мира. Наконец, Салливан согласился провести чемпионский бой с Килрейном.

## Обстоятельства проведения

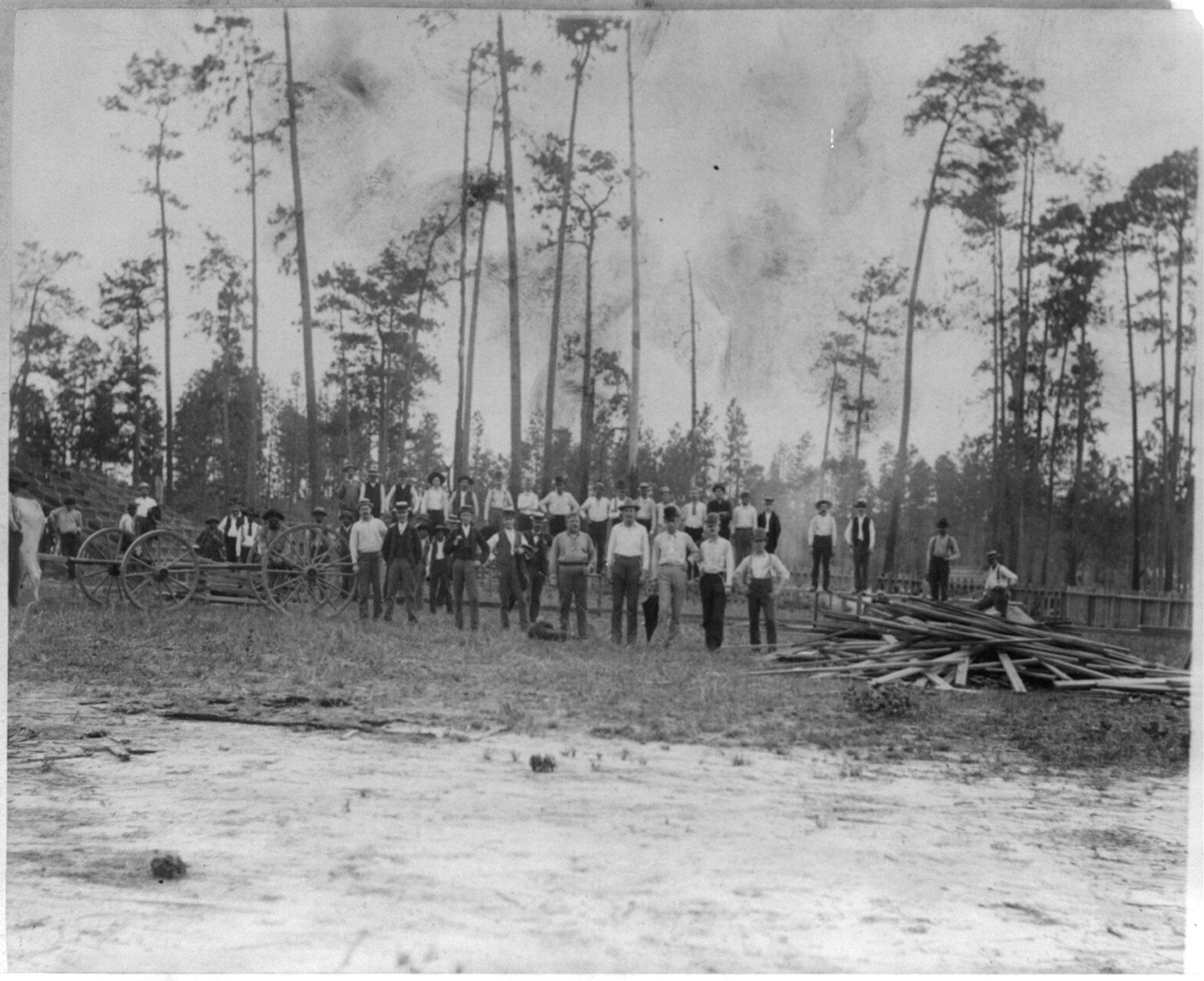
Возведение ринга и трибун утром перед боем

Исходно поединок было запланировано провести близ Нового Орлеана, но губернатор штата Луизиана Фрэнсис Николлс запретил проводить бой на территории штата и отрядил ополчение штата, чтобы проконтролировать исполнение его приказаний. В связи с этим обстоятельством, местом проведения был спешно избран Ричберг — пригород Хаттисберга, расположенный в ста милях от Нового Орлеана, на стыке округов Ламар и Форрест, штат Миссисипи. Официальными властями по новому месту проведения поединок так же не был санкционирован. Губернатор штата Миссисипи Роберт Лоури, издал прокламацию, которая призывала не проводить нелегальных поединков за вознаграждение на территории штата, но вмешиваться в ход событий не стал. Работами по возведению ринга и трибун занималось 160 рабочих, которые работали в авральном режиме, возводящих конструкции позволявшие принять и разместить не менее 1800 зрителей. Выбор диспозиции углов был выигран представителями Салливана, которые застолбили за собой юго-восточный угол, спиной ко взошедшему солнцу (что было почти критически важно для кулачных поединков по правилам Лондонского призового ринга в условиях знойной погоды). Сразу после выбора позиций, приехал окружной шериф, который громко потребовал от всех присутствующих соблюдения мира, — это было первое и последнее вмешательство официальных властей в ход поединка.
Призовой фонд был рекордным в истории профессиональных единоборств и составил $20 тыс. (от вкладов по $10 тыс. внесённых от лица обоих противоборствующих сторон), распределялся по принципу «победитель получает всё» и налогом не облагался. Было продано 800 билетов первого класса по $15 долларов за билет для зрительских мест в ближних рядах и 3000 билетов второго класса по $10 для дальних рядов, всего — 3800 билетов. Всего присутствовало около 6 тысяч зрителей. Кассовый сбор, составивший $42 тыс., распределялся по %60 ($25,2 тыс.) победителю и %40 ($16,8 тыс.) проигравшему. Совокупный доход от поединка без учёта налогов составил $62 тыс. долларов, что было абсолютным рекордом того времени.
Поединок состоялся в понедельник, 8 июля 1889. Поединок проводился на Ричбергском холме, на открытом воздухе, при естественном освещении, в условиях жаркой погоды. Бой начался в 9:45 по местному времени и продлился 2 часа 16 минут и 5 секунд. Согласно договорённости было запланировано провести до 80 раундов без ограничения по времени (до первого падения). Рефери Джон Фитцпатрик постановил, что перерыв между раундами будет продолжаться 30 секунд с момента падения одного из соперников на землю.

## Соперники
Чемпион и экс-чемпион были практически ровесниками (30 лет и 31 год соответственно), одного роста (179 см), вес составлял 192 фунта (87 кг) и 196 фунтов (89 кг) соответственно. Поскольку поединок проводился по правилам Лондонского призового ринга, дозволявшим борьбу, разнообразные захваты и зацепы пальцами за любые выступающие части тела соперника, незадолго перед боем, Салливан традиционно сбрил свои пышные усы и коротко остриг голову, Килрейн сделал то же самое. Оба соперника были в наилучшей соревновательной форме своей жизни, особенно Салливан, который находился на пике своей карьеры и готовился к этому бою так, как никогда до и никогда после.
В 9:45 по местному времени Килрейн зашёл в ринг тревожно сконцентрированным, вслед за ним с другой стороны в ринг запрыгнул Салливан с выражением полнейшего спокойствия на лице и неторопливости в движениях, так словно его совершенно не волновала предстоящая схватка. Оппоненты сняли робы, Салливан предстал публике одетым в зелёных трусах с поясом, окрашенным в цвета ирландского национального флага, серые гетры и чёрные боксёрки. Килрейн был в чёрных трусах и светло-голубых гетрах. По команде рефери, соперники вместе со своими секундантами вышли в центр ринга, обменялись рукопожатиями и разошлись по углам.

## Ход поединка
По команде «Тайм!», Салливан, в своей привычной манере, сразу занял центр ринга и пошёл в атаку. Первый нокдаун и первая кровь остались на счету Салливана, который отправил своего соперника на землю, разбив ему нос. Как и в любых поединках, проводившихся по правилам Лондонского призового ринга, борьба в клинче составляла значительный объём действий обоих соперников. Как отмечено в новостных обзорах, с самого начала поединка Салливан решительно превосходил Килрейна у во всех отношениях, и попытки последнего перевести бой в борьбу в стойке не увенчались успехом, Салливан показал себя более сильным борцом, беспощадно отбивая Килрейну рёбра как только тот пытался приблизиться и швыряя Килрейна на землю всякий раз, как тот пытался схватиться за него. Рефери Джон Фитцпатрик по впечатлению присутствовавших журналистов подсуживал Килрейну, который несколько раз садился на землю без удара и беззастенчиво бил Салливана по ногам своими острыми каблуками, убегая назад или нарезая круги вокруг своего соперника, — с самого начала он сделал ставку на быстрые передвижения по рингу, пытаясь таким образом измотать Салливана, в ближний бой заходя для захватов и удушающих приёмов. Салливан дважды нарушал правила по отношению к сопернику, находившемуся на земле, один раз усевшись Килрейну на грудь, второй раз запрыгнув на него с коленями. Дважды во время боя, Килрейн просил Салливана согласиться на ничью, но тот был неумолим, призвав соперника продолжать драться.
С первого по 10 раунд Килрейн доминировал в бросковой технике, с 12 по 14 раунд Саливан наносил мощные удары по корпусу соперника пока тот пытался клинчевать и наметился перелом, после которого до конца боя преимущество Саливана было совершенно очевидным. Однако, в 50 раунде Саливан пропустил удар в живот, от которого его стошнило. Пока он блевал, Килрейн стоял в стороне и не пытался воспользоваться внезапно возникшим преимуществом, дожидаясь пока его соперник придёт в себя, что было воспринято публикой как поведение, достойное чемпиона. В 65 раунде Килрейн явно продемонстрировал признаки усталости, убегая от Салливана, он жался к канатам по периметру ринга и не мог поднять рук. Самый короткий раунд продолжался 3 секунды, самый длинный — 15 минут и 10 секунд.

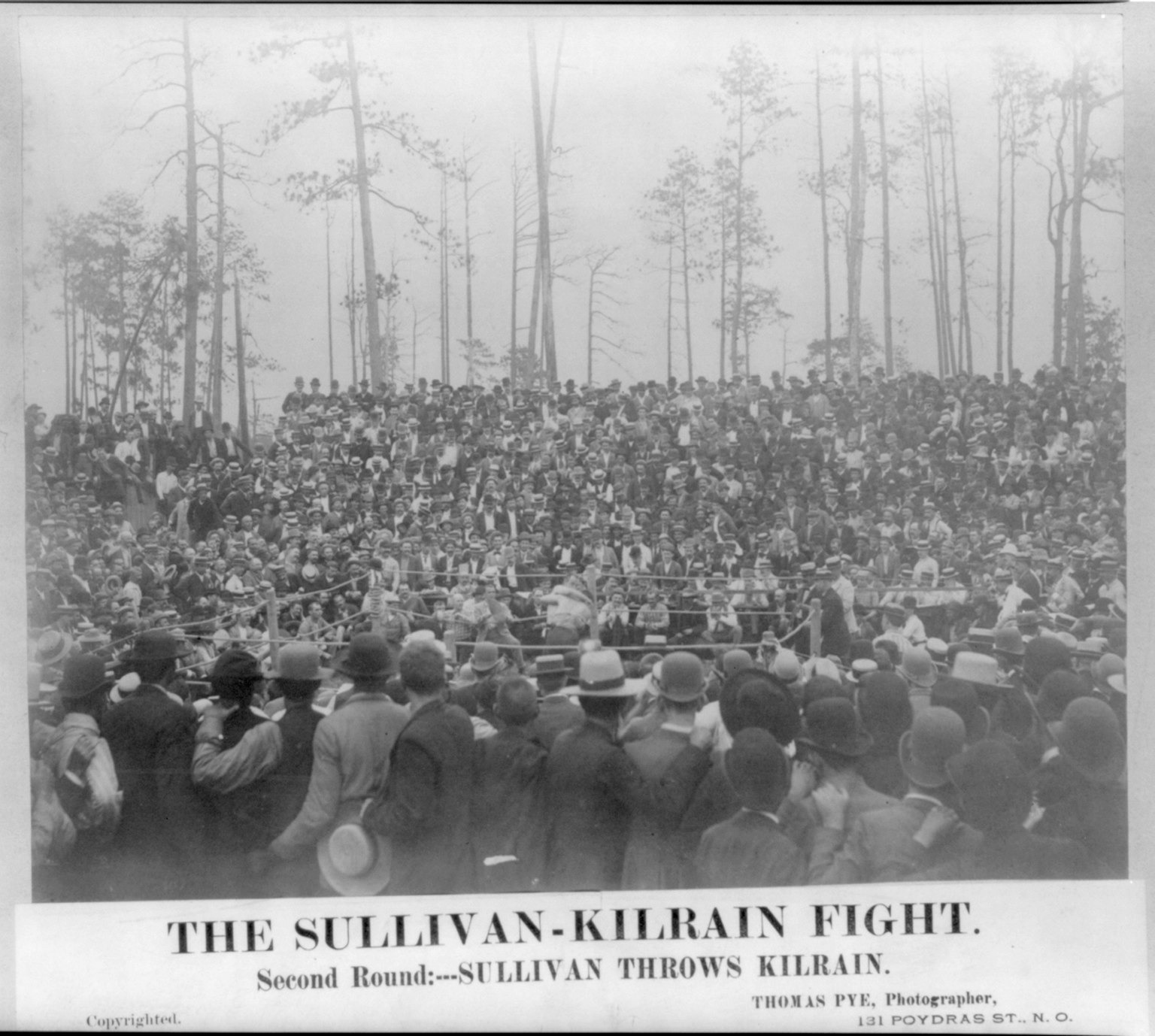
2 раунд: Салливан бросает соперника на землю
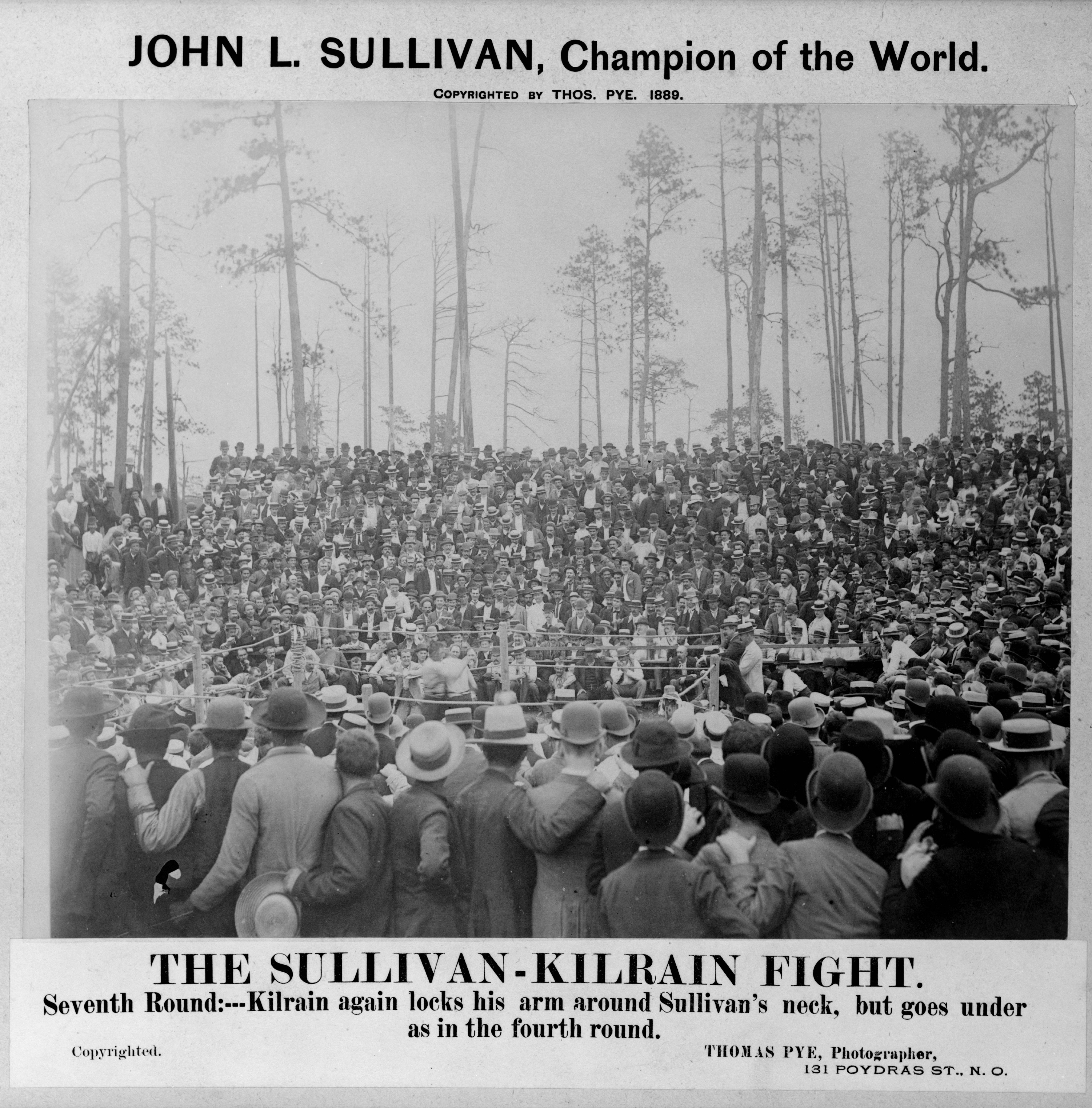
7 раунд: Килрейн пытается сделать замок с удушающим на шею
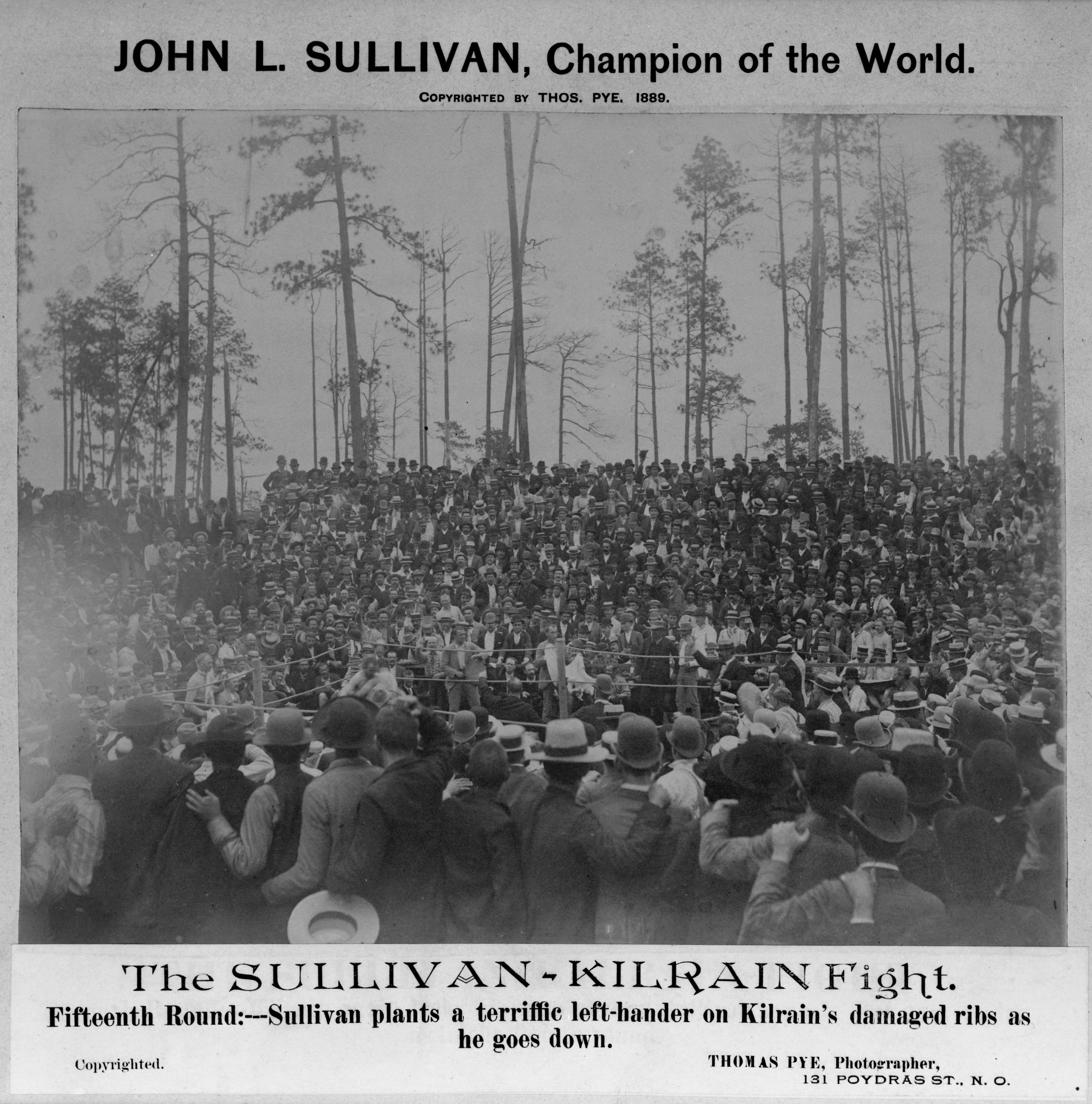
15 раунд: Салливан отправляет соперника в нокдаун ударом с левой по рёбрам
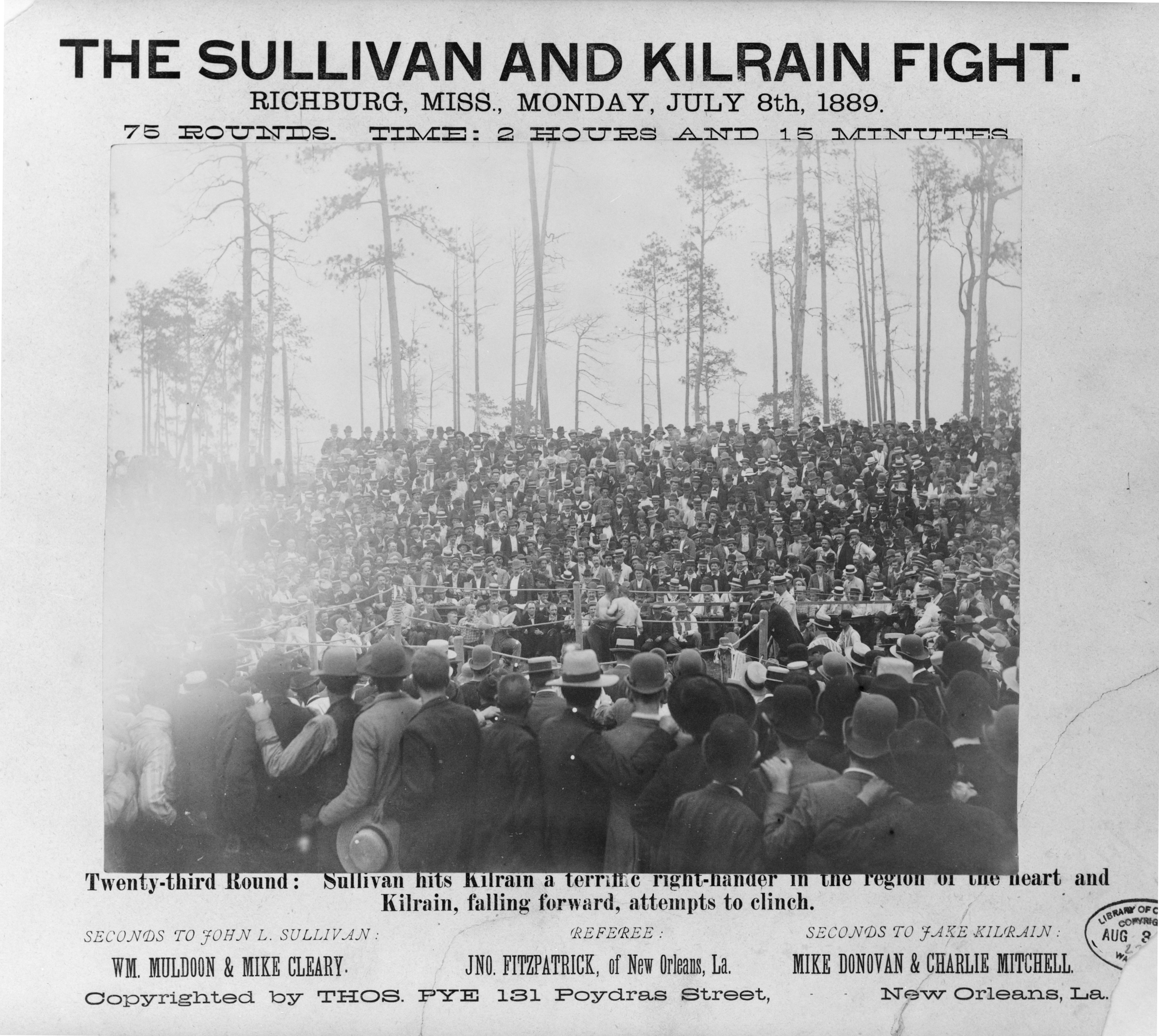
23 раунд: Килрейн пытается клинчевать после пропущенного удара с правой под сердце
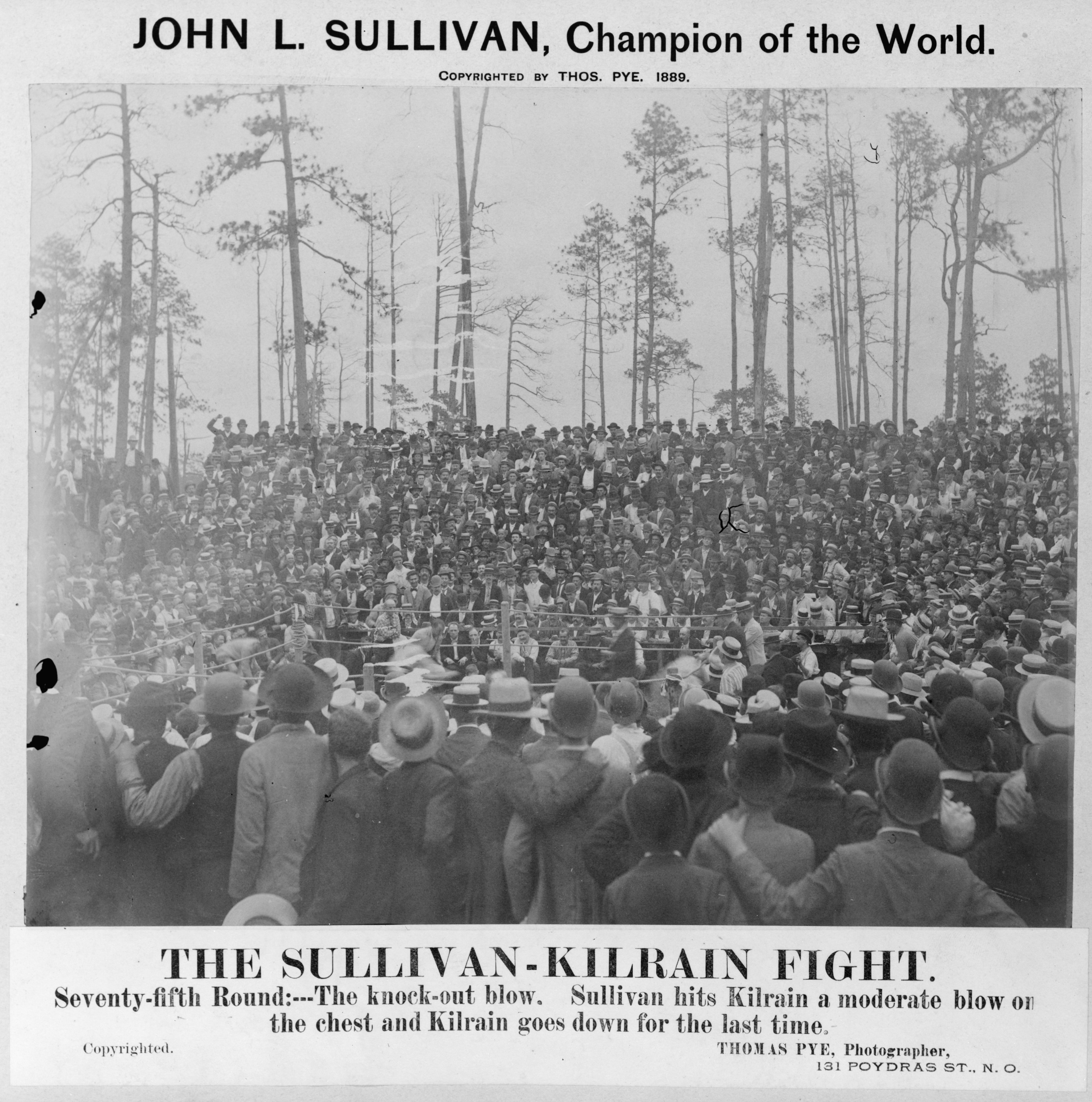
75 раунд: Салливан наносит нокаутирующий удар, последний момент боя

Высокоамплитудные броски об землю вкупе с мощными ударами по туловищу сделали своё дело: по выражению присутствовавших, Килрейн «пропустил столько ударов, сколько хватило бы на дюжину». К концу 75 раунда он был «ужасно избит», его туловище представляло собой «один сплошной синяк», особенно с левой стороны, где были сломаны два ребра, его нос был сломан, обе губы разбиты, оба глаза заплыли синяками, разорвано левое ухо, он «выглядел не самым красивым» по выражению прессы. Салливан тоже представлял собой не лучшее зрелище, левый глаз заплыл шишкой размером с куриное яйцо, кровоточило рассечение под правым глазом, нанесённое Килрейном в ранних раундах. Салливан отбоксировал почти семьдесят раундов со сломанным пальцем на правой руке, забыв о боли и свирепо нанося удар за ударом. В конце 75 раунда Салливан пробил удар в солнечное сплетение, от которого Килрейн рухнул на землю и уже не мог подняться. В то время как Килрейна пытались поднять с земли, Чарли Митчелл, один из секундантов Килрейна, спросил Салливана, что тот даст со своего выигрыша, если Килрейн сейчас сдастся. Салливан презрительно выпалил: «Ни единого чёртова цента. Пусть сосунок встаёт и дерётся!». Салливан ринулся было с кулаками за Чарли Митчеллом, явно намереваясь избить его. Секунданты Салливана, Чарли Джонсон и Майк Клири вдвоём еле заломили ему руки и оттащили разбушевавшегося чемпиона от прогневавшего его Митчелла. Клири пострадал в этой суматохе, Салливан, брыкаясь во все стороны и пытаясь высвободиться, в гневе ударил своего старого товарища не глядя. По словам журналистов, выйти на 76 раунд Килрейн уже не мог, в связи с чем Майк Донован, старший секундант Килрейна, выбросил на ринг полотенце. В тот же миг толпа поклонников Салливана собиралась ринуться в ринг к своему кумиру, поздравлять его с возвращённым чемпионством, чемпиона тем временем пытались утихомирить. По свидетельству присутствовавших журналистов, Килрейн «плакал как ребёнок», когда бой был остановлен его секундантами.

## Дальнейшие события
Поскольку к тому времени поединки без перчаток уже были объявлены вне закона, на обратной дороге следования поездом, детектив Норрис попытался отцепить от поезда вагон, в котором ехали Салливан и Килрейн, чтобы доставить их в суд. Небезызвестный Бат Мастерсон, выполнявший функции начальника охраны чемпионского вагона, пригрозил Норрису револьвером. Фарсовый судебный процесс по делу об участии их в нелегальном поединке всё же состоялся, после боя победитель и проигравший были доставлены по месту нахождения окружного суда в город Парвис, округ Ламар, после которого они вскоре возвратились к себе домой.

## Награждение
Через месяц после боя, 8 августа 1889, на сцене бостонского театра, в присутствии 3,5 тысяч зрителей, Салливану презентовали золотой пояс чемпиона мира за $10 тыс. долларов, с именем победителя, инкрустированным бриллиантами, с изображением государственной печати США, американских орлов и ирландских лир, и 397 бриллиантами в орнаменте, изготовленный нью-йоркскими ювелирами по поручению и на средства Ричарда Фокса для награждения победителя. Когда Салливану поднесли пояс и предложили надеть его, он взял пояс и заявил во всеуслышание:

Я не надену фоксов пояс даже на шею чёртовой собаки.Оригинальный текст (англ.)"I wouldn't put Fox's belt around the neck of a goddamn dog!"
Впоследствии, Салливан постепенно заложит один за другим все до единого бриллианты в ломбард для покупки выпивки, оплаты долгов и своих любовных похождений, а потом заложит и сам пояс за $175 долларов.

## Память
На месте проведения поединка установлен памятный знак с табличкой на которой вкратце изложены обстоятельства боя, ведущее к нему шоссе носит называние Салливан-Килрейн-роуд.
В 1907 году Салливан и Килрейн, которые к тому времени стали добрыми друзьями, разъезжали по стране с буффонадными выступлениями, где ставили театральную постановку чемпионского боя в рамках своего прощального турне.